# Gunhild Kübler
Gunhild Sieglind Kübler  (* 11. März 1944 in Karlsruhe als Gunhilde Sieglind Kleiber; † 20. November 2021 in Zürich) war eine deutsche Literaturwissenschaftlerin, Literaturkritikerin, Autorin, Übersetzerin und Journalistin.

## Leben
Gunhild Kübler studierte Germanistik und Anglistik in Heidelberg, Berlin und Zürich. Sie promovierte 1982 bei Peter von Matt in Zürich mit einer Studie über die Figur der „sozialen Aufsteigerin“ im deutschen Roman des späten 19. Jahrhunderts.
Sie war unter anderem Literaturkritikerin bei der Neuen Zürcher Zeitung und Redakteurin bei der Wochenzeitung Die Weltwoche. Ihre Kolumnen für die NZZ am Sonntag erschienen 2008 gesammelt in Buchform unter dem Titel Noch Wünsche?
Als Herausgeberin verantwortete Kübler mehrere Veröffentlichungen zu den Briefwechseln des vielfachen literarischen Vorbildes Elise Egloff mit Jacob Henle und dessen Familie.
Von 1990 bis 2006 gehörte Kübler außerdem zum Kritiker-Pool der Schweizer Fernsehsendung Literaturclub, in der einmal monatlich Neuerscheinungen und aktuelle Wiederauflagen von Büchern besprochen werden.
Küblers literaturwissenschaftliches Interesse galt hauptsächlich dem literarischen Werk von Schriftstellerinnen des englischen und amerikanischen Sprachraums, insbesondere dem Werk von Emily Dickinson. Literaturtheoretisch befasste sich Kübler in ihren Kritiken und Veröffentlichungen mit Themen weiblichen Schreibens, mit Gender Studies und dem Verhältnis von Schreiben und literarischer Übersetzung.
2008 wurde sie für ihre Übertragung der Gedichte von Emily Dickinson mit dem Paul Scheerbart-Preis ausgezeichnet.
Mit Verena Auffermann, Ursula März und Elke Schmitter veröffentlichte Kübler 2009 den literaturwissenschaftlichen Sammelband Leidenschaften. 99 Autorinnen der Weltliteratur. In kurzen literarischen Essays porträtiert Kübler darin 22 Schriftstellerinnen der Weltliteratur, ordnet deren Werk literaturgeschichtlich ein und zieht Verbindungslinien zwischen verschiedenen Nationalliteraturen. Kübler schreibt darin unter anderem über Emily Dickinson, Toni Morrison, Sei Shonagon, Irmtraud Morgner und Astrid Lindgren.
Kübler war mit dem Physiker Olaf Kübler (* 1944), der von 1997 bis 2005 Präsident der ETH Zürich war, verheiratet und lebte in Küsnacht bei Zürich.
Gunhild Kübler starb im November 2021 im Alter von 77 Jahren.

## Buchveröffentlichungen (Auswahl)
- Die soziale Aufsteigerin. Wandlungen einer geschlechtsspezifischen Rollenzuschreibung im deutschen Roman 1870–1900. Bouvier, Bonn 1982. (Dissertation)
- Daheim und Daneben. Wo Schriftsteller zu Hause sind. dtv, München 2001, ISBN 978-3-423-20444-6.
- Emily Dickinson. Gedichte. Hanser, München 2006, ISBN 978-3-446-20782-0.
- Noch Wünsche? Kolumnen. Dörlemann 2008, ISBN 978-3-908777-43-4.
- als Mitherausgeberin: Leidenschaften. 99 Autorinnen der Weltliteratur. Bertelsmann, München 2009, ISBN 978-3-570-01048-8.
  - überarbeitete und erweiterte Neuausgabe: 100 Autorinnen in Porträts. Von Atwood bis Sappho, von Adichie bis Zeh. Piper, München 2021, ISBN 978-3-492-07086-7.
- Emily Dickinson. Sämtliche Gedichte. Hanser, München 2015, ISBN 978-3-446-24730-7.